# Oltarna zavjesa
Oltarna zavjesa je zavjesa koja je dijelom oltara. Smještena je iza oltara. Bogato je izvezena. Obično je od brokata ili se radi o umjetničkom vezivu na zlatnoj podlozi. Kadšto se iskroje takve zavjese čiji krajevi mogu prekriti bokove oltare. Te dulje krajeve oltarne zavjeese nazivamo zastorima.